# خانه ملکه
خانهٔ ملکه (انگلیسی: Queen's House) یک اقامتگاه سلطنتی است که از سال ۱۶۱۶ تا ۱۶۳۵ میلادی در گرینویچ ساخته شده‌است، چند مایل پایین‌تر از رودخانه از آن زمان به بعد شهر لندن و حالا یکی از مناطق لندن. معمار آن اینیگو جونز بود که برایش مأموریت بسیار مهمی بود، زیرا ملکه الیزابت یکم ملکه پادشاه دانمارک بود. خانه ملکه یکی از مهم‌ترین ساختمان‌های تاریخ معماری بریتانیا محسوب می‌شود و اولین ساختمان کلاسیک است که در کشور ساخته شده‌است.

## تاریخچه اولیه

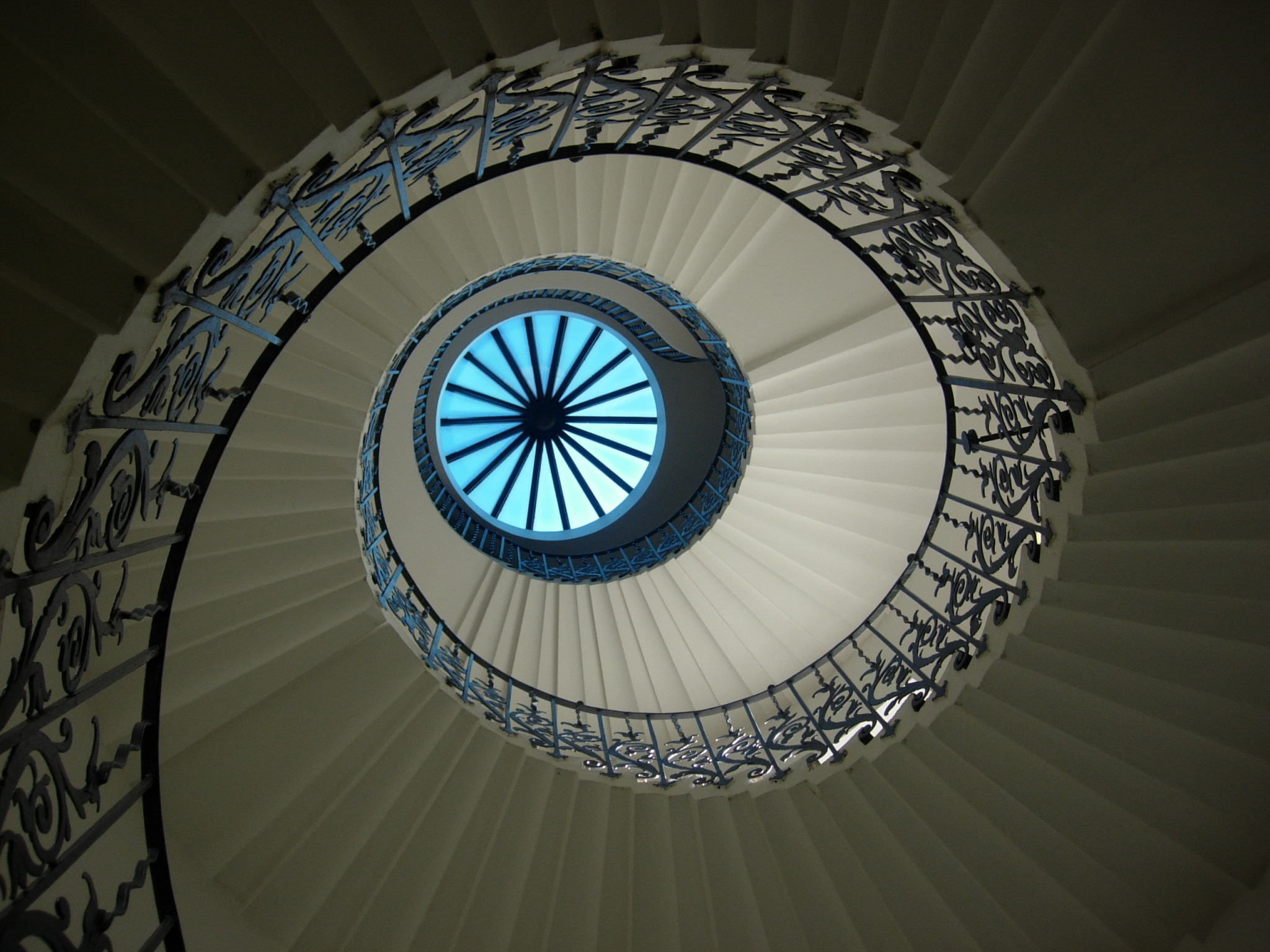
نگاره‌ای از راه‌پله‌های مارپیچ خانهٔ ملکه در گرینویچ (منطقه)، لندن که به «پله‌های لاله» معروف است. این نوع از پله‌ها با ساختار هندسی شاخص‌شان، با ترکیبی از حمایت دیوارها و پله‌های پائینی پشتیبانی می‌شوند.

خانه ملکه در گرینویچ لندن واقع شده‌است. این ساختمان به عنوان بخشی از کاخ تودور گرینویچ ساخته شد که پیش از توسعه مجدد آن توسط هنری هفتم، به عنوان کاخ پلاسنتیا (Placentia) که یک ساختمان شیک با آجرهای قرمز به سبک بومی بود، ساخته شده‌بود. این یک مقایسه نمایشی با خانه جدیدتر و سفید نقاشی شده بود، اگرچه دومی بسیار کوچک‌تر بود و یک نسخه مدرن از یک سنت قدیمی از خانه باغ‌های خصوصی، نه یک ساختمان عمومی محسوب می‌شد،
ساخت این خانه در سال ۱۶۱۶ آغاز شد، اما در ماه آوریل سال ۱۶۱۸، او بیمار شد و سال بعد درگذشت، کار بر روی خانه متوقف شد. کار مجدد روی آن وقتی شروع شد که این خانه به ملکه هانریتا ماریا در سال ۱۶۲۹ به پادشاه چارلز اول داده شد، و ساخت این خانه سال ۱۶۳۵ به اتمام رسید.

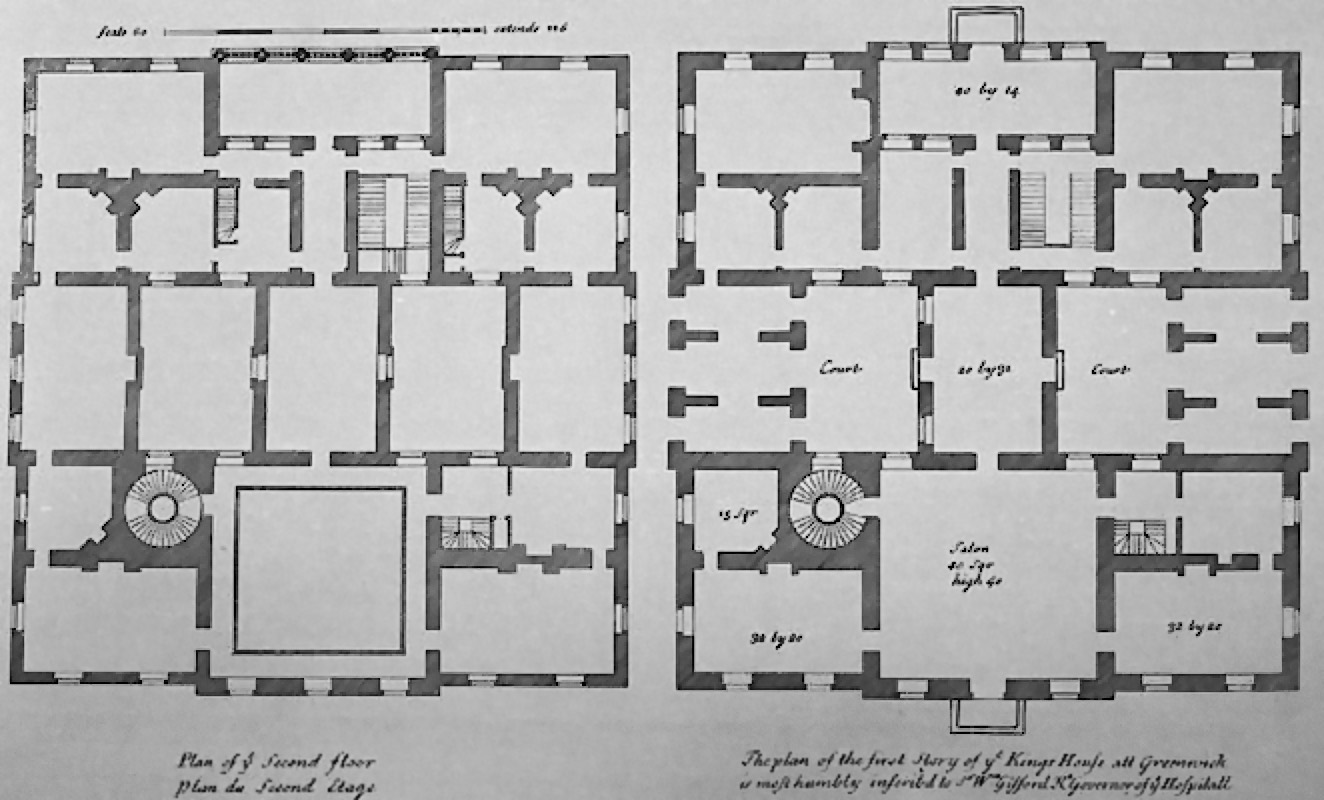
نقشه خانه ملکه. سالن یک مکعب ۴۰ فوت (۱۲٫۲ متر) است.

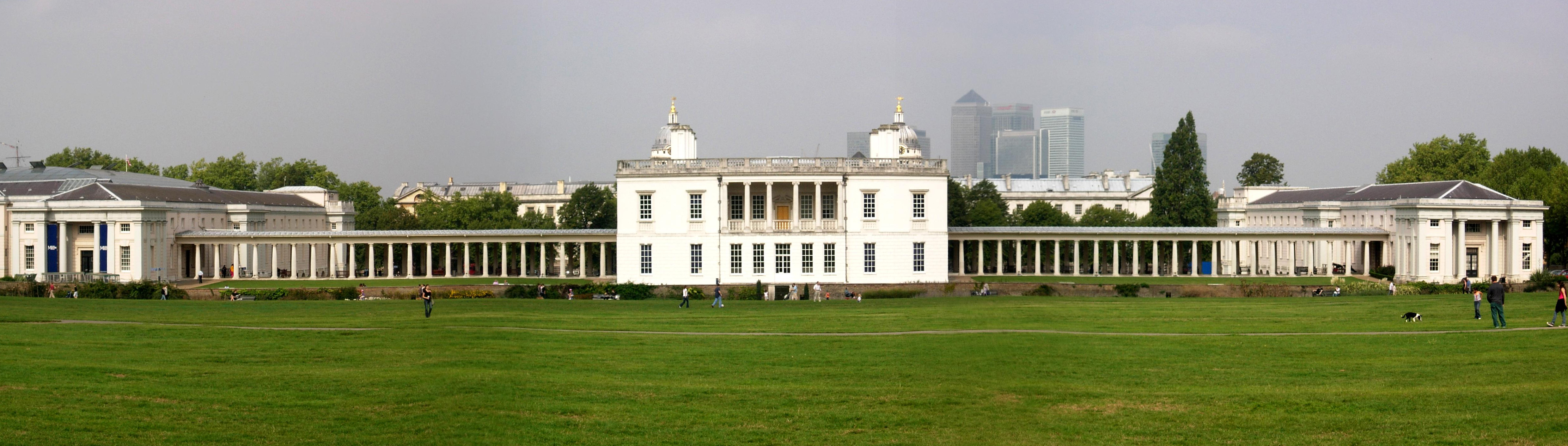
Tخانه ملکه از پای رصدخانه هیل (Hill) بازدید کرد و خانه اصلی (۱۶۳۵)و بالهای اضافی مرتبط با ستون‌های (۱۸۰۷) را نشان داده می‌شود.